# Réalisme classique (relations internationales)

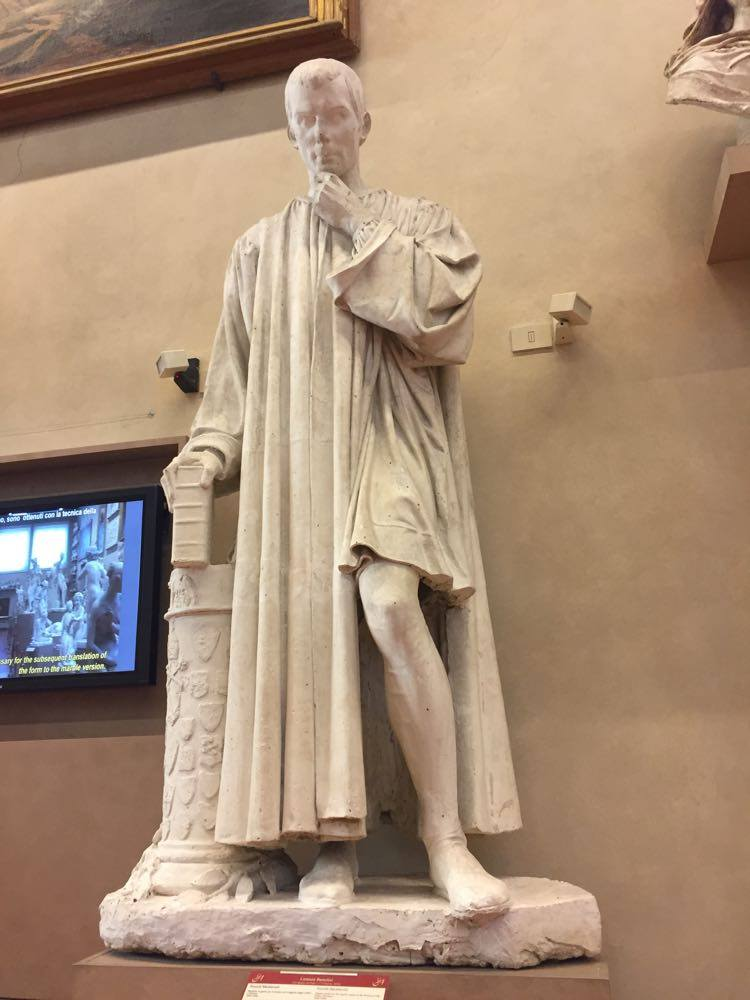
Statue du philosophe florentin Machiavel, l'auteur du Prince. Il est considéré, avec Thucydide, comme l'un des fondateurs du courant réaliste en politique internationale. Il est souvent vu comme le père de la philosophie politique et des sciences politiques modernes.

Le réalisme classique est une théorie des relations internationales issue de l'école de pensée réaliste. Le réalisme part de quatre hypothèses : les États sont les principaux acteurs du système des relations internationales, il n'y a pas d'autorité internationale supranationale, les États agissent dans leur propre intérêt et enfin les États veulent le pouvoir pour leur propre préservation.
Le réalisme classique est souvent différencié des autres formes de réalisme car il s'attache particulièrement à décortiquer la nature humaine et la politique intérieure en tant que facteurs clefs pour expliquer le comportement de l'État et les causes des conflits interétatiques,. En outre, la théorie réaliste classique adopte une vision pessimiste de la nature humaine. En effet, elle soutient que les humains ne sont pas intrinsèquement bienveillants, et qu'au contraire, ils sont plutôt intéressés et agissent par peur ou par agression. Enfin, elle souligne que les États ne sont finalement que le reflet de cette nature humaine dans la politique internationale en raison de l'anarchie internationale qui règne.
Le réalisme classique apparaît pour la première fois sous sa forme moderne pendant l'entre-deux-guerres (1918-1939) alors que le monde académique des relations internationales commence à se développer à cette époque. Le réalisme classique de l'entre-deux-guerres se développe en réponse à l'importance des théories idéalistes et utopiques dans les relations internationales de l'époque. Les universitaires libéraux de l'époque attribuent les conflits aux mauvaises conditions sociales et aux systèmes politiques, tandis que d'éminents décideurs politiques se concentrent sur l'établissement d'un corps respecté de droit international et d'institutions pour gérer le système international. Ces idées sont critiquées par les réalistes des années 1930 qui sont opposés aux visions utopiques et idéalistes des relations internationales et contestent leur capacité à prévenir les conflits. Après la Seconde Guerre mondiale, le réalisme classique devient plus populaire à la fois dans le monde académique et dans les cercles de politique étrangère/diplomatique. L'incapacité du système international à empêcher la guerre et le conflit de la guerre froide qui suit sont des facteurs clés contribuant à cette proéminence.
Au cours des années 1960 et 1970, les théories réalistes classiques perdent de leur popularité et deviennent moins importantes à mesure que les théoriciens du néoréalisme (parfois appelé réalisme structurel) sont opposés à l'utilisation de la nature humaine comme base d'analyse. Selon eux, expliquer les conflits interétatiques via la structure anarchique du système international est plus empirique. Contrairement au néoréalisme, le réalisme classique soutient que la structure du système international (par exemple l'anarchie) façonne les types de comportements dans lesquels les États peuvent s'engager, mais ne détermine pas le comportement des États. Contrairement au néoréalisme, les réalistes classiques ne soutiennent pas que l'objectif principal des États est la survie. Le comportement de l'État est finalement incertain et contingent.

## Une théorie des relations internationales
Plusieurs sociologues ont des avis différents par rapport à la définition de la théorie des R.I. En premier lieu, Hans Morgenthau, qui est l’un des fondateurs de la théorie des relations internationales contemporaines. Il définit celle-ci comme « une théorie qui remplit les mêmes fonctions que remplit toute théorie, c’est-à-dire, apporter de l’ordre et du sens à une masse de données séparées et augmenter les connaissances par le développement logique de certaines propositions établies de façon empirique. Tandis que pour James Dougherty et Robert Pfaltzgraff, la théorie des R.I. n’est que « la réflexion systématique sur des phénomènes, formulée en vue de les expliquer et de démontrer comment ils sont reliés entre eux de façon cohérente et intelligente, au lieu d’être simplement des entités choisies au hasard dans un univers incohérent » Selon Philippe Braillard, « on peut dire, d’une façon tout à fait générale, qu’une théorie est une expression, qui se veut cohérente et systématique, de notre connaissance de ce que nous nommons la réalité. Elle exprime ce que nous savons ou ce que nous croyons savoir de la réalité » Le réalisme se doit d’être la théorie qui sera « celle de tenir compte des contraintes du réel, c’est-à-dire de ce qui est, du monde non idéal dans lequel nous vivons, pour analyser les situations politiques en toute connaissance de cause. Il y a plusieurs conceptions sous lesquelles voir la théorie. En premier lieu, les sciences de la nature qui définissent la théorie comme « un ensemble cohérent de propositions déductibles logiquement entre elles et vérifiables empiriquement ». En sciences sociales, ce sont plus les théories essentialistes ou dites normatives. Les théories d’orientation empirique, telles que le behaviorisme et le positivisme. À cela s’ajoute la théorie qui utilise une démarche dialectico-historique. La vision dite « idéal » du réalisme est de regarder le monde en gardant « une tête froide ». Il faut observer le monde tel qu’il est et non comment nous aimerions qu’il soit. En effet, c’est d’une méthode qui est propre à l’être et qui se doit d’être utilisée avec prudence. Les dimensions qui s’ajoutent au concept du réalisme sont en quelque sorte des points de repères. Ils sont faits à partir d’analyses judicieuses. Parmi les dimensions qui s’y retrouvent, il y a national, éthique et tribal, de la violence et aussi, de l’identité. À cela, peut s’ajouter la pauvreté et les droits humains. De plus, la théorie des relations internationales se métamorphose couramment. Toutefois, l’innovation et la théorisation restent le sujet principal et l’évolution se fait à partir d’eux.

## Origines théoriques
Les écrivains réalistes classiques se sont inspirés des idées des penseurs politiques antérieurs, notamment l'auteur du Prince et de L'Art de la Guerre Nicolas Machiavel, l'auteur du Léviathan Thomas Hobbes et le stratège athénien Thucydide,. Ces théoriciens politiques ne sont pas considérés comme faisant partie de l'école de pensée du réalisme classique moderne, mais leurs écrits sont considérés comme importants pour le développement de la théorie. Ces penseurs sont parfois évoqués pour démontrer « l'intemporalité » de la pensée réaliste ; les chercheurs ont contesté dans quelle mesure ces penseurs adhéraient aux vues réalistes.

### Thucydide

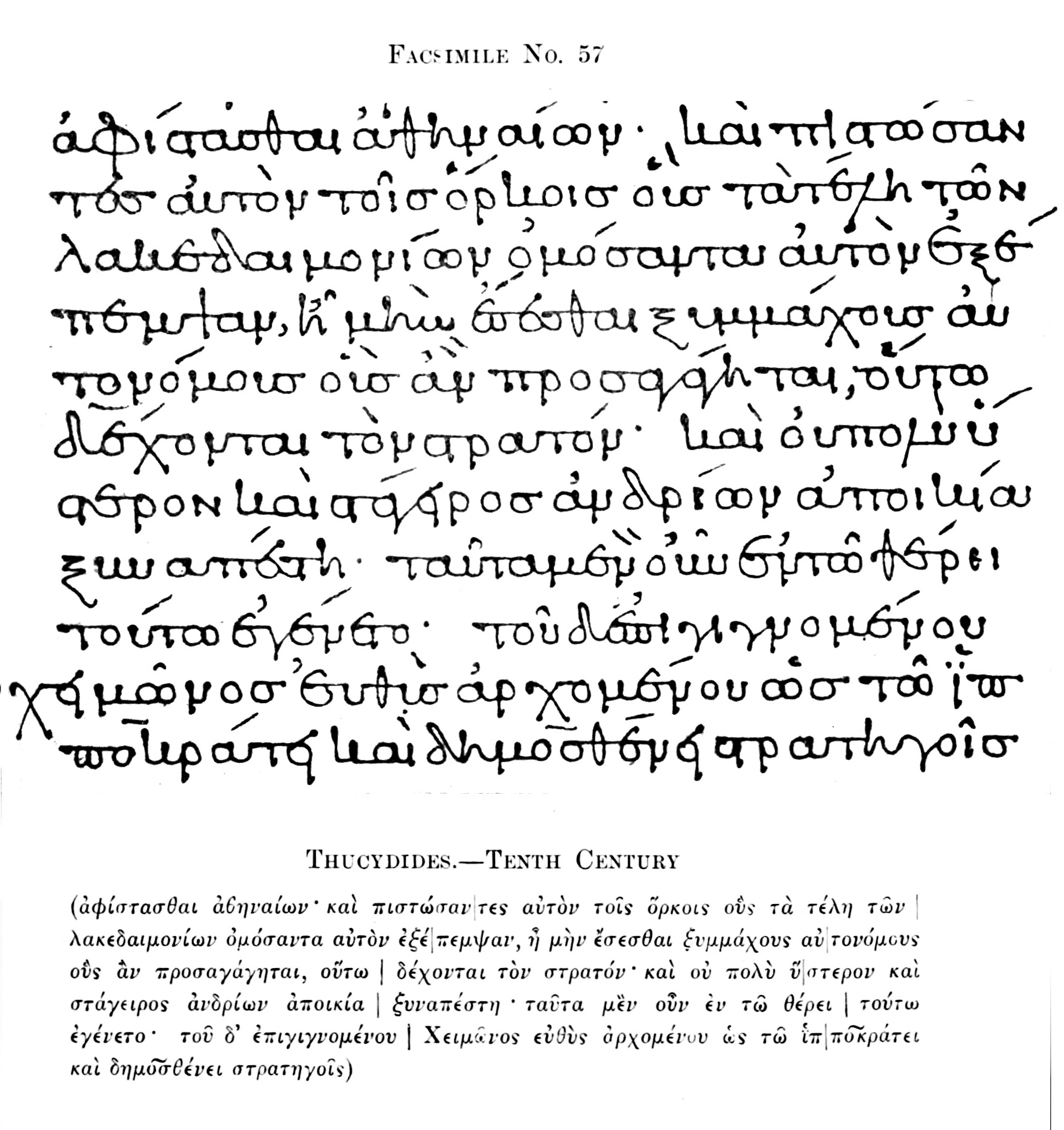
Manuscrit de La Guerre du Péloponnèse du xe siècle. Cette œuvre est généralement considérée comme la première constituant un récit historique fidèle et rigoureux. Le Dialogue mélien fait partie de La Guerre du Péloponnèse.

Thucydide est un historien et stratège athénien (460 avant J.-C. à 400 avant J.-C.). Ses œuvres contiennent des parallèles significatifs avec les écrits des réalistes classiques. Dans le Dialogue mélien, Thucydide critique les arguments moralistes avancés par les États en affirmant que c'est plutôt l'intérêt personnel et le pouvoir de l'État qui motivent les États et que les arguments idéalistes le déguisent. Ses écrits sont un sujet de débat important dans le domaine des relations internationales. L'intérêt des universitaires pour Thucydide culmine pendant la guerre froide lorsque les spécialistes des relations internationales font des comparaisons entre la bipolarité des États-Unis et de la Russie et son récit du conflit entre Athènes et Sparte. Rusten décrit l'influence de Thucydide sur les relations internationales comme "après la Seconde Guerre mondiale, Thucydide a été lu par de nombreuses personnalités influentes américaines (et par les universitaires qui leur ont enseigné) comme un analyste prototypique de la politique de la guerre froide".

### Nicolas Machiavel

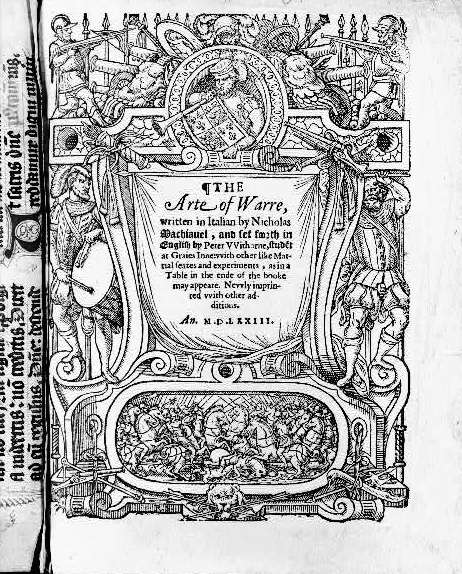
L'Art de la guerre, écrit en italien par Nicholas Machiauel, et traduit en anglais par Peter VVithorne, publié en 1573.

Nicolas Machiavel, né en 1469 et mort en 1527, est un théoricien politique et diplomate de la république de Florence (1115 - 1532). Son travail diverge des traditions de la théorie politique de son temps. Dans son œuvre la plus célèbre Le Prince, il prône une séparation de la morale et de la politique alors qu'à l'époque la théorie politique est fortement influencée par les idéaux religieux. Machiavel soutient aussi que les gens devraient voir les choses telles qu'elles sont, et non telles qu'elles devraient être, et justifie l'utilisation du pouvoir comme moyen d'atteindre une fin. Les écrits de Machiavel ont occupé une place importante dans la science politique occidentale et cela s'est étendu au domaine des relations internationales où ses écrits ont été la source de débats libéraux et réalistes.

### Thomas Hobbes

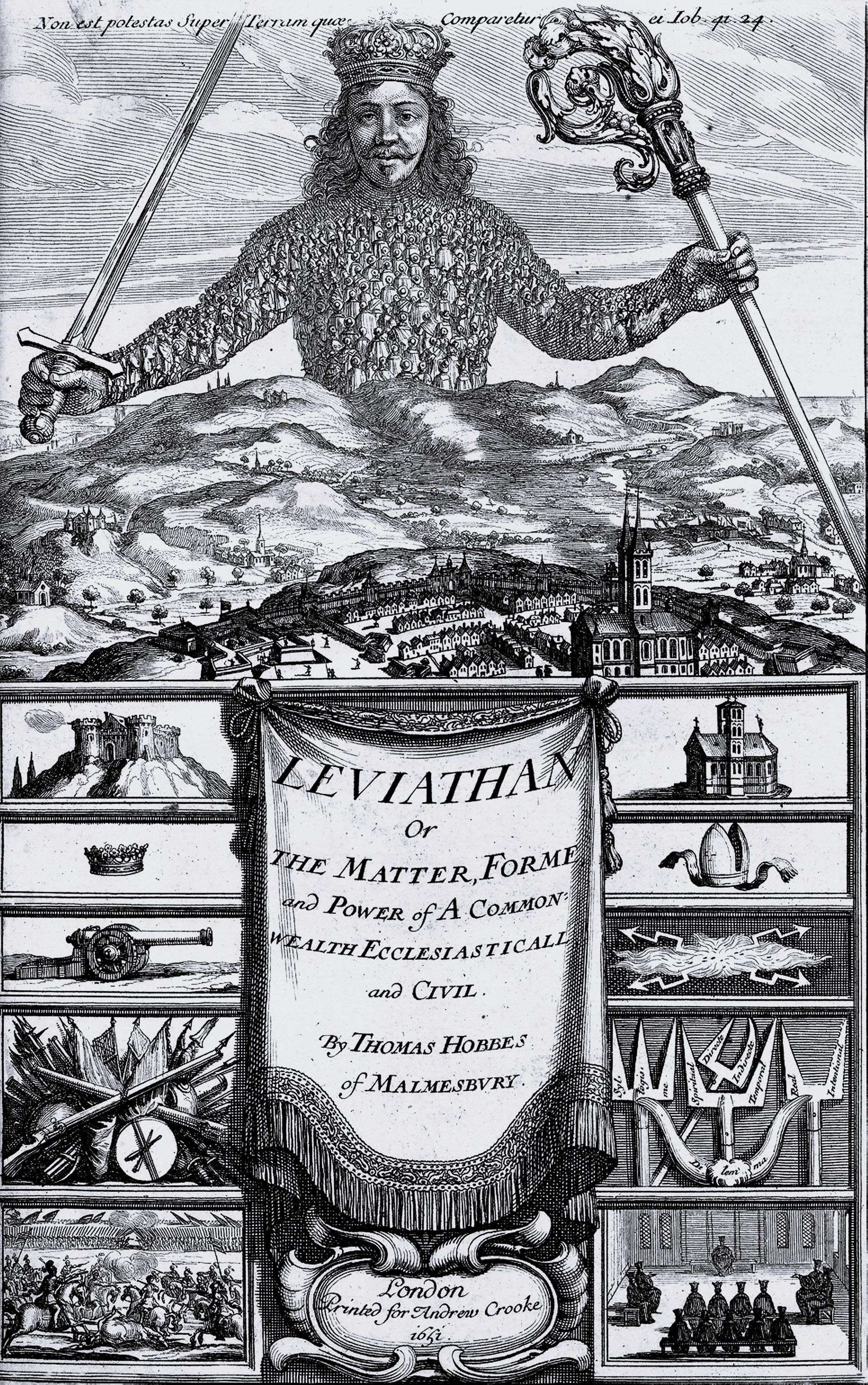
Le frontispice du livre Léviathan de Thomas Hobbes. Gravure d'Abraham Bosse.

Thomas Hobbes est un philosophe politique anglais (1588-1679). L'attention principale de ce penseur majeur du XVIIe siècle n'a jamais été les relations internationales. Malgré tout, son influence sur la théorie réaliste classique est importante, notamment via ses descriptions de la nature humaine, ses théories de l'État et de l'anarchie et enfin sur l'accent sur la politique en tant que lutte pour le pouvoir. La théorie de Hobbes sur « l'état international de la nature » découle de son concept selon lequel un monde sans gouvernement mène à l'anarchie. Cela élargit le concept de Hobbes de « l'état de nature », qui est un scénario hypothétique sur la façon dont les gens vivaient avant la formation des sociétés et sur le rôle des sociétés dans l'imposition de restrictions aux droits ou libertés naturels pour créer l'ordre et la paix potentielle. En raison de l'absence d'une société internationale, le système international est donc considéré comme étant en permanence anarchique. Le philosophe australien, Michael Smith, professeur à l'Université de Princeton, décrit l'importance de cette théorie pour le réalisme ainsi : chez Hobbes, "l'état de nature reste la caractéristique déterminante de la pensée réaliste. Sa conception de l'état international de la nature en tant qu'état de guerre est partagée par pratiquement tous ceux qui se disent réalistes."

## Hypothèses et théories
Comme de nombreuses personnalités du XXe siècle associées au réalisme classique étaient fortement influencées par les historiens et/ou cherchaient à influencer les décideurs politiques, les travaux sur le réalisme classique avaient tendance à pointer vers une multiplicité de causes pour un large éventail de résultats, ainsi que des niveaux d'analyse croisés,,.

### Nature humaine
La théorie réaliste classique explique les relations internationales au travers du prisme d'hypothèses sur la nature humaine. La théorie est pessimiste quant au comportement de l'homme et souligne que les individus sont principalement motivés par leur propre intérêt et non par des aspirations morales ou éthiques supérieures. Le comportement des Etats est théorisé pour être dicté par les émotions primaires basiques. Par exemple, Hobbes décrit la peur ou l'agression comme des motivations fondamentales. La nature humaine n'est pas considérée comme changeante mais seulement contrôlable lorsqu'elle est placée dans les limites de la société. La théorie réaliste classique adopte une vision pessimiste de la nature humaine. En revanche, la forme exacte que cela prend est débattue par les universitaires. En effet, d'une part, certains réalistes classiques se concentrent plutôt exclusivement sur l'intérêt personnel et le désir de survie comme aspects primaires de la nature humaine. Alors que, d'autre part, d'autres croient que les humains sont intrinsèquement cruels, égoïstes et sauvages.
Les réalistes classiques croient que leur vision pessimiste de la nature humaine se reflète dans la politique et les relations internationales. Hans Morgenthau dans son livre Politics Among Nations affirme que "la politique est régie par des lois objectives qui ont leurs racines dans la nature humaine". Sa théorie souligne que les relations internationales sont façonnées par les tendances de la nature humaine puisqu'elles ne sont pas modifiables. Cependant, elles ne sont seulement contrôlables que par une puissance supérieure telle que l'ordre d'exécution de l'État. En raison du système international anarchique, c'est-à-dire, un système, dans lequel, il n'y a pas de pouvoir central, les États sont libres car il y a un manque d'ordre. Ils sont en conséquence libres d'exprimer leur nature.

### Compréhension de l'Etat
La théorie réaliste classique estime l'État comme l'unité d'analyse la plus importante. Elle le comprend comme ayant plus d'importance ontologique que la structure du système international. La théorie réaliste classique attribue une action importante aux acteurs étatiques. Selon elle, le système international change à mesure que ceux-ci changent. Par conséquent, cela contraste avec la théorie néo-réaliste. En effet, celle-ci soutient que la structure du système international est ontologiquement supérieure et considère les États comme des unités. Cela signifie qu'ils sont considérés comme des acteurs rationnels poursuivant objectivement leur intérêt national (raison d'État). Les réalistes classiques ne considèrent pas les États comme unitaires. Ils estiment qu'ils sont façonnés par les relations entre l'État et la société ainsi que par les normes internationales. Du fait de cette conception de l'État, ils ne reconnaissent pas les actions de l'État telles des poursuites intrinsèquement rationnelles de l'intérêt national.
Lorsque les réalistes classiques étudient le système international, ils différencient les États statu quo et ceux révisionnistes. Cela signifie qu'ils tentent répondre à plusieurs questions: d'abord, quels États s'efforcent de créer un nouvel ordre international ?, ensuite, comment cela affecte la sécurité internationale, et enfin, comment cela se traduit par des actes d'agression ou des causes de guerre. Cette analyse contraste avec la théorie néo-réaliste qui a une vision unitaire des États et qui ne tient donc pas compte du rôle du révisionnisme dans la prise en compte de l'agression des États dans le système international.

### La poursuite du pouvoir par l'État
Les réalistes classiques expliquent les conflits d'État et la poursuite du pouvoir en suggérant qu'ils sont le résultat de la nature humaine. La théorie réaliste classique précise que dans la nature humaine une soif de pouvoir qui pousse les États à l'accumuler là où c'est possible. Les États ne sont pas seulement motivés à rechercher le pouvoir pour des raisons de sécurité et de survie, mais peuvent également être motivés par la peur, l'honneur et la gloire ou simplement rechercher le pouvoir pour leur propre bien.
Les États sont perçus et interprétés comme le reflet de la nature humaine. Le système international anarchique n'est, quant à lui, pas considéré comme la cause profonde de la poursuite du pouvoir mais plutôt comme un facteur facilitant. En ce qui concerne l'explication de la poursuite du pouvoir par les États, le réalisme classique est distinct car les théories ultérieures mettent moins l'accent sur des hypothèses sur la nature humaine, mais se concentrent plutôt sur la structure du système international. Les chercheurs néoréalistes soutiennent que les États recherchent la sécurité. Ils expliquent la poursuite du pouvoir comme un moyen de créer la sécurité, ce qui contraste fortement avec la théorie réaliste classique.
Les spécialistes des relations internationales modernes notent que les réalistes classiques ont débattu de la mesure dans laquelle la poursuite du pouvoir est une pulsion biologique inhérente, par opposition au pouvoir comme une méthode d'auto-préservation.

### Équilibre des pouvoirs
L'équilibre des pouvoirs est un outil d'analyse clef, utilisé par la théorie réaliste. Il y a deux aspects clefs à l'équilibre des pouvoirs dans le réalisme classique : premièrement, un équilibre des pouvoirs est considéré comme le résultat involontaire d'une grande compétition de pouvoir qui se produit en raison d'une poursuite constante du pouvoir par plusieurs États pour dominer les autres menant équilibrer. Deuxièmement, l'équilibre des pouvoirs est aussi considéré comme un ensemble d'efforts de la part des États pour créer un équilibre via l'utilisation de forces conceptuelles ou matérielles telles que les alliances. Les réalistes considèrent un équilibre des pouvoirs comme souhaitable car il crée une incapacité à être dominé par un autre État. Il assure donc la sécurité car il est moins probable que les États s'engagent dans un conflit ou une guerre qu'ils ne peuvent pas gagner.
Les réalistes formulent aussi un concept qui affirme que l'équilibre des pouvoirs conduit au « dilemme de sécurité ». Le dilemme de sécurité est un scénario dans lequel un État augmente sa puissance afin de se défendre et de "créer de la sécurité". Mais cela incite d'autres États à augmenter leur puissance. Par conséquent, cela conduit à un effet de spirale où les deux parties sont amenées à augmenter continuellement leurs capacités de défense malgré le fait qu'elles ne souhaitent pas entrer en conflit. Les réalistes classiques mettent souvent l'accent sur le caractère inévitable de ce processus en raison de l'accent mis sur une vision pessimiste de la nature humaine en tant qu'États égoïstes conduisant à désirer constamment le pouvoir. Cela contraste avec les néo-réalistes qui soulignent que le dilemme de sécurité n'est pas inévitable mais plutôt souvent une prophétie auto-réalisatrice.

### Les "Six principes du réalisme politique" de Hans Morgenthau
La deuxième édition du livre de Hans Morgenthau, Politics Among Nations, comprend la section "Les six principes du réalisme politique",. L'importance de Hans Morgenthau pour les relations internationales et le réalisme classique est décrite par Thompson en 1959 comme « une grande partie de la littérature en politique internationale est un dialogue, explicite ou non, entre Morgenthau et ses critiques ». Les six principes du réalisme politique de Morgenthau (paraphrasés) sont les suivants : la politique internationale est régie par les lois dérivées de la nature humaine. Le réalisme analyse le pouvoir et le pouvoir permet la poursuite de l'intérêt national, ce qui signifie que l'intérêt national est défini comme le pouvoir. Le réalisme reconnaît la signification morale de l'action politique, mais reconnaît la nécessité de l'immoralité dans une politique réussie. Le réalisme politique n'identifie pas la morale d'une nation particulière à la morale universelle.

## Débats clefs

### Idéalisme et réalisme
Au cours des années 1920 et 1930, se tient le « premier grand débat » dans le domaine des relations internationales entre réalistes et idéalistes. Cependant, certains historiens modernes contestent cette affirmation et suggèrent plutôt que cela simplifie à l'excès une série de discussions plus large. Dans l'entre-deux-guerres, le libéralisme est le paradigme dominant de la théorie des relations internationales, mais il est contesté par les théoriciens réalistes classiques. La publication de son œuvre la plus célèbre The Twenty Years' Crisis d'Edward Hallett Carr est considérée comme étant au cœur des arguments du réalisme classique au cours de cette période. Carr s'oppose aux vues utopiques et idéalistes sur les relations internationales ainsi qu'au mérite et au succès de la Société des Nations. Après la Seconde Guerre mondiale et l'incapacité du système des relations internationales à empêcher la guerre, beaucoup y voient une victoire pour la théorie réaliste.

### Néoréalisme et réalisme classique

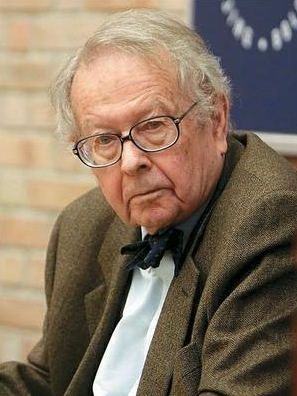
Kenneth Waltz en 2007. C'est un auteur important dans le domaine de la théorie des relations internationales. Il est l'un des fondateurs du néoréalisme (ou réalisme structurel).

Au cours des années 1960 et 1970, le "deuxième grand débat" des relations internationales a lieu. Après la béhavioralisme, les chercheurs commencent à mettre un nouvel accent sur la création d'une méthodologie plus empirique pour analyser les relations internationales. Les chercheurs néoréalistes critiquent la façon dont leurs pairs réalistes classiques avaient créé des méthodologies qui manquaient de normes de preuve pour être considérées comme des théories scientifiques. Les réalistes classiques avaient mis l'accent sur la nature humaine comme principale forme d'explication du système international ; les néo-réalistes mettent plutôt l'accent sur la structure internationale. La Theory of International Politics de Kenneth Waltz, alors professeur à l'Université de Californie à Berkeley avant d'être nommé à Columbia, est une œuvre critique dans ce débat car elle soutient que l'anarchie internationale est un élément central de la politique internationale. Après cette époque, les doctrines réalistes classiques deviennent moins importantes au profit du néo-réalisme.